# Storstentjärnen, Jämtland
Storstentjärnen är en sjö i Krokoms kommun i Jämtland och ingår i Indalsälvens huvudavrinningsområde. Sjön har en area på 0,092 kvadratkilometer och ligger 565,4 meter över havet. Storstentjärnen ligger i Gråberget-Hotagsfjällen Natura 2000-område. Sjön avvattnas av vattendraget Öjån.

## Delavrinningsområde
Storstentjärnen ingår i det delavrinningsområde (711246-145317) som SMHI kallar för Utloppet av Gråbergstjärnen. Medelhöjden är 611 meter över havet och ytan är 5,32 kvadratkilometer. Det finns inga avrinningsområden uppströms utan avrinningsområdet är högsta punkten. Öjån som avvattnar avrinningsområdet har biflödesordning 3, vilket innebär att vattnet flödar genom totalt 3 vattendrag innan det når havet efter 287 kilometer. Avrinningsområdet består mestadels av skog (92 procent). Avrinningsområdet har 0,24 kvadratkilometer vattenytor vilket ger det en sjöprocent på 4,5 procent.